# Крусе, Вибека
Вибека Крусе (дат. Vibeke Kruse, около 1609 — 27 апреля 1648) — любовница датского короля Кристиана IV и мать одного из его признанных внебрачных детей Ульрика Кристиана Гюлленлёве.

## Биография
О происхождении Вибеки Крусе известно мало, вероятно, её родители были из Германии. Она была служанкой жены Кристиана Кирстен Мунк. После 1628 г. Кирстен прогнала Вибеку, и та перешла к её матери Эллен Марсвин.
В 1629 г. король посетил с визитом поместье Эллен Марсвин, и та способствовала их встрече. После разрыва Кристиана с изменившей ему Кирстен Вибека стала королевской любовницей. В 1631 г. Вибеке было пожаловано поместье Брамстедт в Гольштейне. В 1645 г. французский посол отмечал, что Вибека имеет большое влияние на короля. Например, в 1645 г., когда наследный принц попросил денег у отца, ему было велено вначале спросить разрешения у Вибеки. Её также обвинили в том, что она настраивала короля против его морганатической супруги и её детей.
В 1648 г. король Кристиан IV умер. Кирстен Мунк и фактический правитель Дании Корфитц Ульфельдт изгнали уже больную Вибеку с дочерью из королевского дворца и её поместья и потребовали над ней чрезвычайного судебного разбирательства, но суд не состоялся вследствие смерти Вибеки от естественных причин. Недоброжелатели Вибеки постарались, чтобы она была похоронена без особого шума и каких-либо церемоний на кладбище за городскими стенами. Четыре года спустя в 1652 г. прах Вибеки был перенесён в церковь Кёльструп на острове Фюн.
От короля у Вибеки Крусе были сын Ульрик Кристиан Гюлленлёве и дочь Элисабет Софи Гюлленлёве, впоследствии вышедшая замуж за датского военачальника Клауса фон Аленфельдта.